# 研勤科技
研勤科技，2001年成立於中華民國台北，由創辦人簡良益以及協同創辦人陳俊福、周芳鉅共同成立，目前在日本、美國及中國大陸都設有分公司。於2011年正式成為中華民國證券櫃檯買賣中心掛牌之上櫃公司，股票代號3632。其業務有人臉辨識系統、衛星導航（PAPAGO!）、電子後視鏡、行車記錄器、胎壓偵測器、手機軟體等。

## 關聯企業
- 研勤科技股份有限公司(PAPAGO Inc.股票代碼3632)
- 研鼎崧圖股份有限公司(GOLiFE Inc,股票代碼6529)
- 上海研亞軟體資訊技術有限公司
- 掌門事業股份有限公司
- 發霸科技股份有限公司